# Juozas Karvelis
Juozas Karvelis (* 18. April 1934 in Eičiai, Rajongemeinde Tauragė; † 12. April 2018) war ein litauischer Politiker.

## Leben
Von 1942 bis 1944 besuchte Karvelis in Inkakliai (Rajongemeinde Šilutė) die Schule und danach von 1945 bis 1949 in Švėkšna bei Šilutė. Von 1950 bis 1952 besuchte er die Seemannsschule Klaipėda und von 1952 bis 1954 die Seemannsschule Murmansk (Russland). Von 1960 bis 1963 studierte Karvelis an der Universität Vilnius. Von 1954 bis 1958 arbeitete er in Murmansk und ab 1959 in der litauischen Hafenstadt Klaipėda (Memel). 1970–1980 war er zweiter Assistent des leitenden Kapitäns der litauischen Schifffahrt und Kapitän. 1986–1990 war er Seelotse des Handelshafens Klaipėda.
Von 1990 bis 1992 war Karvelis Mitglied im 5. Seimas, außerdem dort Mitglied des Wirtschaftsausschusses. Er war Mitglied von Sąjūdis.

## Familie
Karvelis war verheiratet. Mit seiner Frau Janina (* 1934) hatte er drei Kinder.